# Perizoma neglecta
Perizoma neglecta là một loài bướm đêm trong họ Geometridae.